# Lista planetelor minore: 81001–82000
| Nume                                            | Denumire provizorie                             | Data descoperirii                               | Locul descoperirii                              | Descoperitor(i)                                 |                                                 |                                                 |                                                 |                                                 |                                                 |                                                 |                                                 |                                                 |                                                 |                                                 |                                                 |                                                 |                                                 |                                                 |                                                 |                                                 |                                                 |                                                 |                                                 |                                                 |                                                 |                                                 |                                                 |                                                 |                                                 |                                                 |                                                 |                                                 |                                                 |                                                 |                                                 |                                                 |                                                 |                                                 |                                                 |                                                 |                                                 |                                                 |                                                 |                                                 |                                                 |                                                 |                                                 |                                                 |                                                 |
| 81001–81100 Lista planetelor minore/81001–81100 | 81001–81100 Lista planetelor minore/81001–81100 | 81001–81100 Lista planetelor minore/81001–81100 | 81001–81100 Lista planetelor minore/81001–81100 | 81001–81100 Lista planetelor minore/81001–81100 | 81101–81200 Lista planetelor minore/81101–81200 | 81101–81200 Lista planetelor minore/81101–81200 | 81101–81200 Lista planetelor minore/81101–81200 | 81101–81200 Lista planetelor minore/81101–81200 | 81101–81200 Lista planetelor minore/81101–81200 | 81201–81300 Lista planetelor minore/81201–81300 | 81201–81300 Lista planetelor minore/81201–81300 | 81201–81300 Lista planetelor minore/81201–81300 | 81201–81300 Lista planetelor minore/81201–81300 | 81201–81300 Lista planetelor minore/81201–81300 | 81301–81400 Lista planetelor minore/81301–81400 | 81301–81400 Lista planetelor minore/81301–81400 | 81301–81400 Lista planetelor minore/81301–81400 | 81301–81400 Lista planetelor minore/81301–81400 | 81301–81400 Lista planetelor minore/81301–81400 | 81401–81500 Lista planetelor minore/81401–81500 | 81401–81500 Lista planetelor minore/81401–81500 | 81401–81500 Lista planetelor minore/81401–81500 | 81401–81500 Lista planetelor minore/81401–81500 | 81401–81500 Lista planetelor minore/81401–81500 | 81501–81600 Lista planetelor minore/81501–81600 | 81501–81600 Lista planetelor minore/81501–81600 | 81501–81600 Lista planetelor minore/81501–81600 | 81501–81600 Lista planetelor minore/81501–81600 | 81501–81600 Lista planetelor minore/81501–81600 | 81601–81700 Lista planetelor minore/81601–81700 | 81601–81700 Lista planetelor minore/81601–81700 | 81601–81700 Lista planetelor minore/81601–81700 | 81601–81700 Lista planetelor minore/81601–81700 | 81601–81700 Lista planetelor minore/81601–81700 | 81701–81800 Lista planetelor minore/81701–81800 | 81701–81800 Lista planetelor minore/81701–81800 | 81701–81800 Lista planetelor minore/81701–81800 | 81701–81800 Lista planetelor minore/81701–81800 | 81701–81800 Lista planetelor minore/81701–81800 | 81801–81900 Lista planetelor minore/81801–81900 | 81801–81900 Lista planetelor minore/81801–81900 | 81801–81900 Lista planetelor minore/81801–81900 | 81801–81900 Lista planetelor minore/81801–81900 | 81801–81900 Lista planetelor minore/81801–81900 | 81901–82000 Lista planetelor minore/81901–82000 | 81901–82000 Lista planetelor minore/81901–82000 | 81901–82000 Lista planetelor minore/81901–82000 | 81901–82000 Lista planetelor minore/81901–82000 | 81901–82000 Lista planetelor minore/81901–82000 |
| ----------------------------------------------- | ----------------------------------------------- | ----------------------------------------------- | ----------------------------------------------- | ----------------------------------------------- | ----------------------------------------------- | ----------------------------------------------- | ----------------------------------------------- | ----------------------------------------------- | ----------------------------------------------- | ----------------------------------------------- | ----------------------------------------------- | ----------------------------------------------- | ----------------------------------------------- | ----------------------------------------------- | ----------------------------------------------- | ----------------------------------------------- | ----------------------------------------------- | ----------------------------------------------- | ----------------------------------------------- | ----------------------------------------------- | ----------------------------------------------- | ----------------------------------------------- | ----------------------------------------------- | ----------------------------------------------- | ----------------------------------------------- | ----------------------------------------------- | ----------------------------------------------- | ----------------------------------------------- | ----------------------------------------------- | ----------------------------------------------- | ----------------------------------------------- | ----------------------------------------------- | ----------------------------------------------- | ----------------------------------------------- | ----------------------------------------------- | ----------------------------------------------- | ----------------------------------------------- | ----------------------------------------------- | ----------------------------------------------- | ----------------------------------------------- | ----------------------------------------------- | ----------------------------------------------- | ----------------------------------------------- | ----------------------------------------------- | ----------------------------------------------- | ----------------------------------------------- | ----------------------------------------------- | ----------------------------------------------- | ----------------------------------------------- |

| Predecesor: 80001–81000 | Lista planetelor minore 81001–82000 Semnificații ale numelor: 81001–82000 | Succesor: 82001–83000 |